# Virginia Slims of Florida 1987
Il Virginia Slims of Florida 1987 è stato un torneo di tennis giocato sul cemento. È stata la 9ª edizione del torneo, che fa parte del Virginia Slims World Championship Series 1987. Si è giocato a Boca Raton negli USA dal 16 al 22 febbraio 1987.

## Campionesse

### Singolare
Steffi Graf ha battuto in finale  Helena Suková con il punteggio di 6–2, 6–3

### Doppio
Svetlana Černeva /  Larisa Neiland hanno battuto in finale  Chris Evert /  Pam Shriver con il punteggio di 6–0, 3–6, 6–2